# ドラジェ

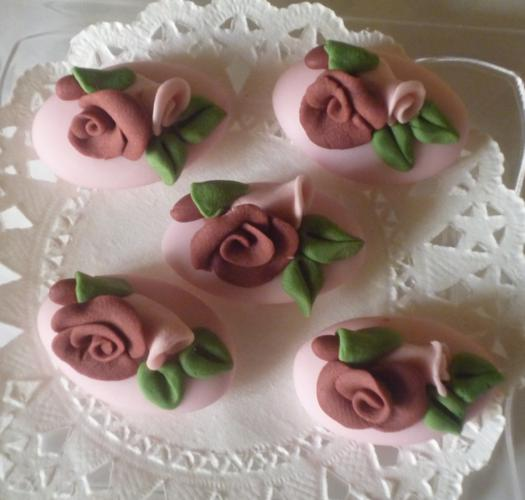
シュガープラムイタリアの手作りの装飾シュガーペースト

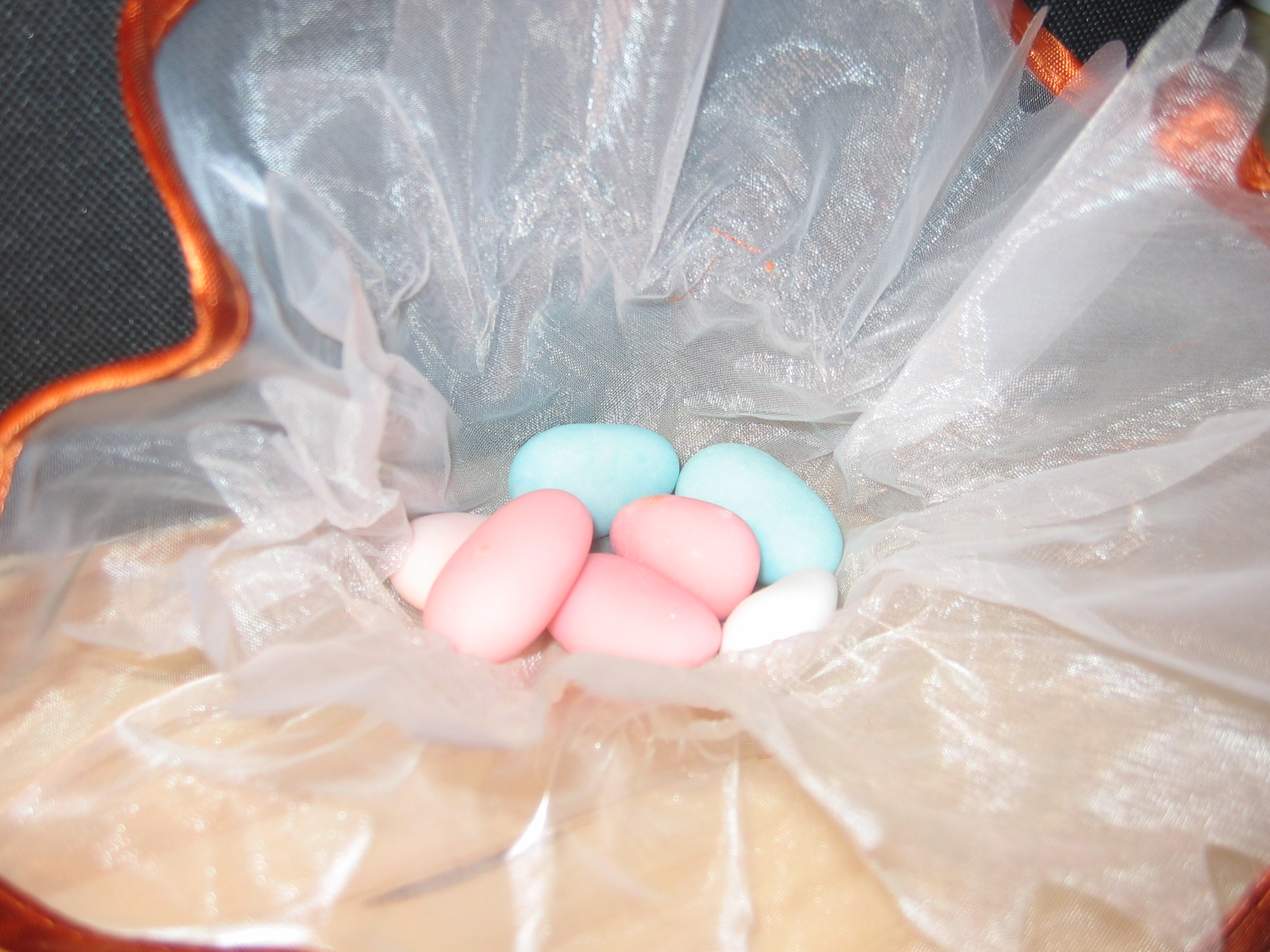
ドラジェ

ドラジェ（英: 仏: dragée、伊: confetti：コンフェッティ）は、菓子の一種で糖衣菓子のこと。掛け物菓子（かけものがし）とも。ヨーロッパでは出産、洗礼、婚礼などの慶事で配られる菓子として知られている。薬学の分野では、糖衣掛けした錠剤（糖衣錠）もドラジェと呼ばれる。

## 語源
菓子の考案者といわれる料理人ドラジェ（Dragatus）の名前、ギリシア語やラテン語で「美味しい物」を意味する「tragemata」などが語源と考えられている。なお、キャンディやピーナッツなどに荒く糖衣掛けをしたものはソフトドラジェ、金平糖やゼリービーンズなどのように固い板状の糖衣をかぶせたものはハードドラジェと呼ばれる。

## 発祥・歴史
紀元前177年に古代ローマの貴族ファビウス家の料理人ジュリアス・ドラジェがアーモンドを蜂蜜に落とした時にこの菓子の原型ができたと言われる。ファビウス家では婚礼や跡継ぎの誕生などの祝い事の場で、蜂蜜でコーティングされたアーモンドが配られていた。1220年ごろにフランスのヴェルダンで考案されたものが現代のドラジェの原型になったと考えられており、ヴェルダンでもドラジェの製造が盛んに行われている。中世のフランスでは薬剤師が蜂蜜や砂糖シロップでコーティングしたアーモンド、ナッツ、コリアンダー、アニスを携帯し、口臭剤や消化剤として使用していた。

## 習慣
アーモンドは実をたくさんつけることから多産や繁栄を意味し、幸福の象徴とされてきた。そこから、アーモンドに白やピンク色などに色付けした砂糖ペーストをコーティングしたものは、ヨーロッパで古くから結婚式や誕生日などの祝い菓子として用いられており、日本でも結婚式で招待客に渡されることがある。イタリアの結婚式では、幸福、健康、富、子孫繁栄、長寿を意味する5粒のドラジェをひとまとめにして配る習慣がある。フランスでは出産の際に男の子が生まれた場合には青いドラジェ、女の子が生まれた場合にはピンクのドラジェを贈る習慣がある。

## 金平糖の精
なお、チャイコフスキーのバレエ音楽『くるみ割り人形』に登場する日本語訳「金平糖の精の踊り」の原語（フランス語）は"Danse de la fee Dragee"（ドラジェの精の踊り）である。